# Ximo Perles Pérez
Ximo Perles Pérez (Calp, 1990) és un polític i advocat valencià, regidor al seu municipi des de 2015 i diputat a la Diputació d'Alacant des de 2023.
Llicenciat en dret per la Universitat d'Alacant al 2014, obté l'acta de regidor a l'Ajuntament de Calp a les eleccions locals de 2015 amb Compromís, repetint a les de 2019 i 2023. En aquesta darrera ocasió s'incorpora al govern municipal presidit per Ana Sala del partit Som Calp, escissió del Partit Popular (PP).
També el 2023 va ser elegit diputat provincial a la Diputació d'Alacant. Perles va denunciar presumptes irregularitats en els contractes de publicitat de la Diputació en l'època que va estar governada per Carlos Mazón, l'anterior legislatura.